# Дударев, Анатолий Лукич
Анатолий Лукич Дударев (род. 24 ноября 1936) — советский учёный-миедик и педагог, рентгенолог, доктор медицинских наук (1979), профессор (1986), полковник медицинской службы (1978). Директор Центрального научно-исследовательского рентгенорадиологического института (1988—1993). Лауреат Премии Совета Министров СССР (1989). 

## Биография
Родился 24 ноября 1936 года в городе Елец, Липецкой области.
С 1955 по 1960 год обучался в Военно-медицинской академии имени С. М. Кирова, которую окончил с отличием. 
С 1960 по 1965 год служил в военно-медицинских учреждениях Советской армии в должности начальника рентгеноотделения военных госпиталей и лазаретов. С 1965 по 1967 год обучался на факультете усовершенствования врачей ВМА имени С. М. Кирова. С 1967 по 1970 год служил на военном госпитале Научно-исследовательского испытательного полигона № 5 Министерства обороны СССР (космодром Байконур) в должности 
начальника отделения лучевой терапии и радиоизотопной диагностики. 
С 1970 года на педагогической работе в Военно-медицинской академии имени С. М. Кирова в должностях: преподаватель, с 1975 по 1988 год — заместитель начальника кафедры рентгенологии и радиологии, с 1986 года одновременно являлся профессором этой кафедры. С 1988 по 1993 год — директор Центрального научно-исследовательского рентгенорадиологического института, одновременно являлся заведующим кафедрой лучевой диагностики Государственного института усовершенствования врачей. С 1994 по 1997 год — руководитель рентгеновского отделения Центральной консультативно-диагностической поликлиники ВМА имени С. М. Кирова.

### Научно-педагогическая деятельность и вклад в науку
Основная научно-педагогическая деятельность А. Л. Дударев была связана с вопросами в области рентгенологии и стоматологии, принимал участие в клинических испытаниях импульсной рентгеновской техники и разработке методики
рентгенографии с прямым многократным увеличением. Под руководством А. Л. Дударева осуществлялся поиск и проводил клиническую оценку циклотронных радио
нуклидов, опухолевых маркеров и новых эффективных радиофармацевтических препаратов. 
В 1969 году А. Л. Дударев защитил диссертацию на соискание учёной степени кандидат медицинских наук по теме: «Диагностика расширенных вен пищевода у больных портальной гипертензией», в 1979 году — доктор медицинских наук по теме: «Лучевая терапия неопухолевых заболеваний и её применение в  лечебных учреждениях Советской армии и ВМФ». В 1986 году ему было присвоено учёное звание профессора.  А. Л. Дударевым было написано около трёхсот пятидесяти научных работ, в том числе семи монографий, им было подготовлено более двадцати шести кандидатов и докторов наук. В 1989 году «За испытания импульсной рентгеновской техники и  разработки методики рентгенографии с прямым многократным увеличением» А. Л. Дударев был удостоен Премии Совета Министров СССР.

## Награды
- Премия Совета Министров СССР (1989 — «За испытания импульсной рентгеновской техники и  разработки методики рентгенографии с прямым многократным увеличением»)[2]